# アダム・エックフェルト
ジョン・アダム・エックフェルト（英: John Adam Eckfeldt、1769年6月15日 - 1852年2月6日）は、アメリカ合衆国造幣局初期の作業者および役人である。生涯をフィラデルフィアで暮らし、1814年から1839年までフィラデルフィア造幣所の第2代貨幣鋳造主任を務めた。
エックフェルトの父は大きな鍛冶工場を所有し、アメリカの貨幣鋳造に早くから関わっていた。アダム・エックフェルトは造幣所のための初期プレス機を制作し、その初期の型の幾つかを彫り、アメリカ初期銅貨のデザインを担当し、当局者がアメリカ合衆国最初の貨幣と見なす1792年ハーフダイムをデザインした。1796年に造幣所の貨幣鋳造助手に指名され、1814年に前任者が死去したことで鋳造主任になった。
エックフェルトは四半世紀を貨幣鋳造主任として仕え、その間にフィラデルフィア鋳造所は新しい敷地に移った。金塊としてもたらされた異常な貨幣を取っておいたので、造幣局の貨幣キャビネットをスタートさせ、それが全米貨幣コレクションになった。エックフェルトは1839年に引退した後も貨幣鋳造主任としての任務を実行し続けた。1852年に死んだときに、その後任であるフランクリン・ピールが助手を求めることになった。

## 初期の経歴
ジョン・アダム・エックフェルトは1769年6月15日に、フィラデルフィアで生まれた。父はジョン・ジェイコブ・エックフェルトであり、刃物と道具の大規模製造者だった。当時、ドイツ人の子孫は「ジョン」という名前が多かったが、通常はミドルネームに使われていた。父のエックフェルトと母のマリア・マグダリーナは1764年頃にドイツのバイエルンにあるニュルンベルクから移民してきていた。父はその大きな鍛冶工場で連合規約に基づく1783年貨幣のための型を作った。フィラデルフィアの投資家ロバート・モリスがその鋳造を承認していた。アダム・エックフェルトは父の徒弟となり、鉄工や機械加工に熟達していった。	

## 貨幣デザイナーと造幣所役人

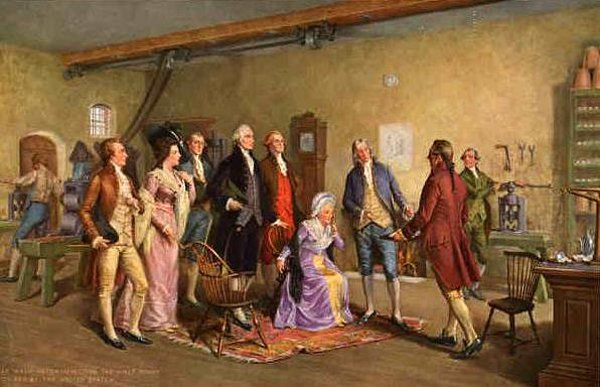
『最初の貨幣の検査』、ジョン・ダンスモア画、エックフェルトは青い服を着て、着席しているマーサ・ワシントンの右にいる

エックフェルトの子供時代、大西洋岸のイギリス領13植民地、現在のアメリカ合衆国が反乱をおこし、その独立を勝ち取った。アメリカ合衆国憲法が批准された後、アメリカ合衆国議会と、新しく設立したアメリカ合衆国造幣局を含め多くの政府機関をフィラデルフィアに置くようになった。エックフェルトは1792年にこの新しい造幣所に最初のねじ式プレスを製作した。この同じ年に1792年造幣局法が議会で成立して造幣局が承認され、やはり同年に実験的なバーチ・セント表面の型を切った。エックフェルトは造幣局のために他の機械も製作し、初期貨幣鋳造の監督に貢献した。

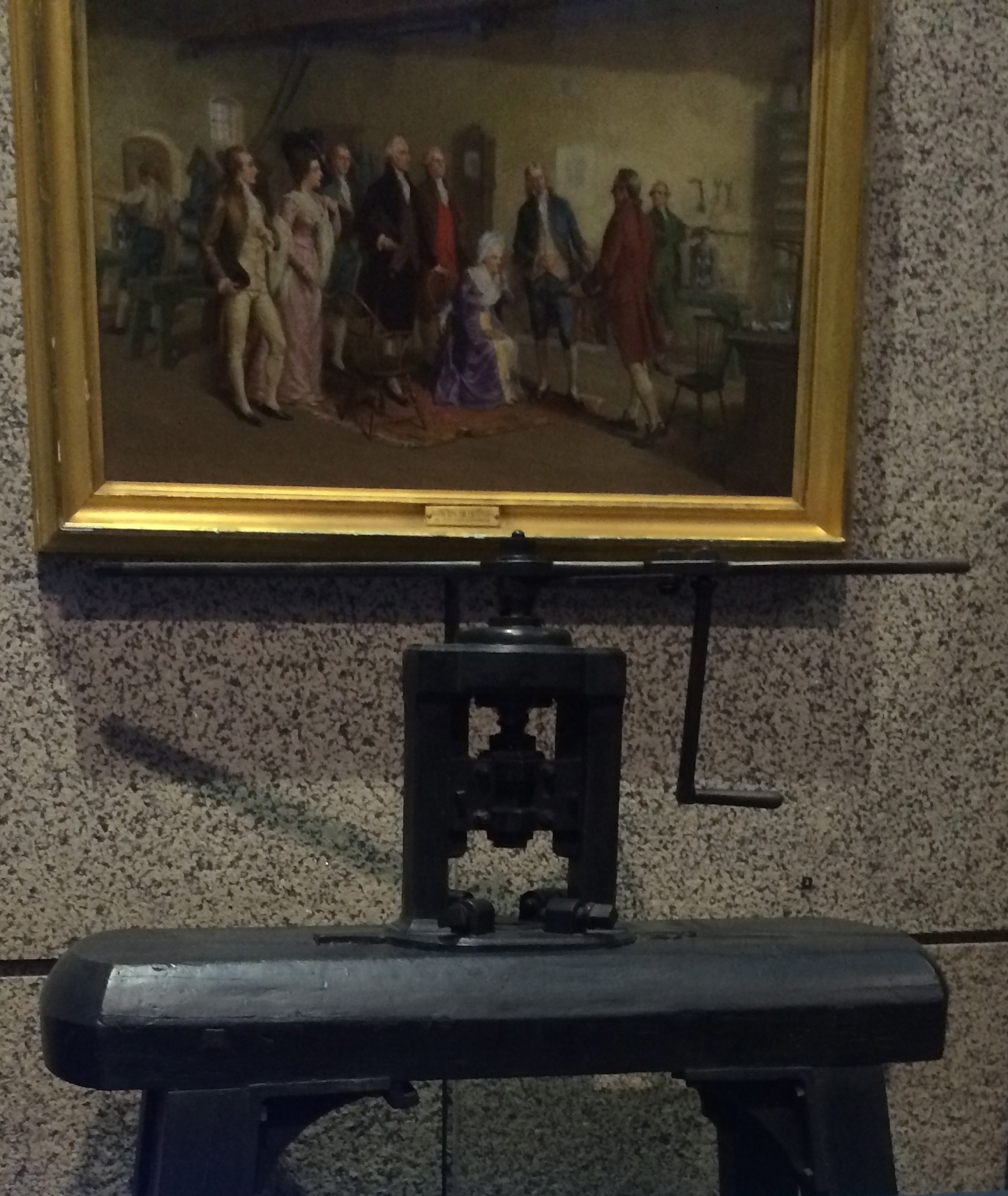
エックフェルトが1792年に制作したねじ式プレス機、壁面にはダンスモアの描いた絵が見られる

1792年、造幣局はエックフェルトから3つの秤を取得した。エックフェルトはその旋盤（回転型に使われた）も造幣局に貸与した。エックフェルトは、アメリカ合衆国で最初の公式貨幣とも考えられる1792年ハーフダイムが打たれた型を作らせたと考えられており、1829年に造幣局を訪れた者がエックフェルトに会って、その後にエックフェルトのことを「それに使われた最初の型を作ったアーティスト」と呼んでいた。その他後に証拠となる文書がこの貨幣鋳造におけるエックフェルトの役割を残しており、1863年に行われた競売では、エックフェルトがその仕事を示すために与えたと考えられるハーフダイムが売りに出された。エックフェルトは、ジョージ・ワシントンが贈り物に使うために要請したときにハーフダイムを打ったという伝説の情報源とされている。エックフェルトは1792年7月13日にねじ式プレスを使って約1,500個のハーフダイムを打った。初代フィラデルフィア造幣所はこのときまだ建設中であり、これらの貨幣は、フィラデルフィア市6番通りとチェリー通りの角、ノコギリ製作者ジョン・ハーパーの地下室で生産された。ワシントンは、その年後半に議会に対する一般教書演説で、造幣局の建物を建設中であることに触れ、「ハーフダイムの鋳造が小さいながら始まっている。小貨幣を流通させたいという需要があり、それに対する最初の注目を集めている」と語っていた。

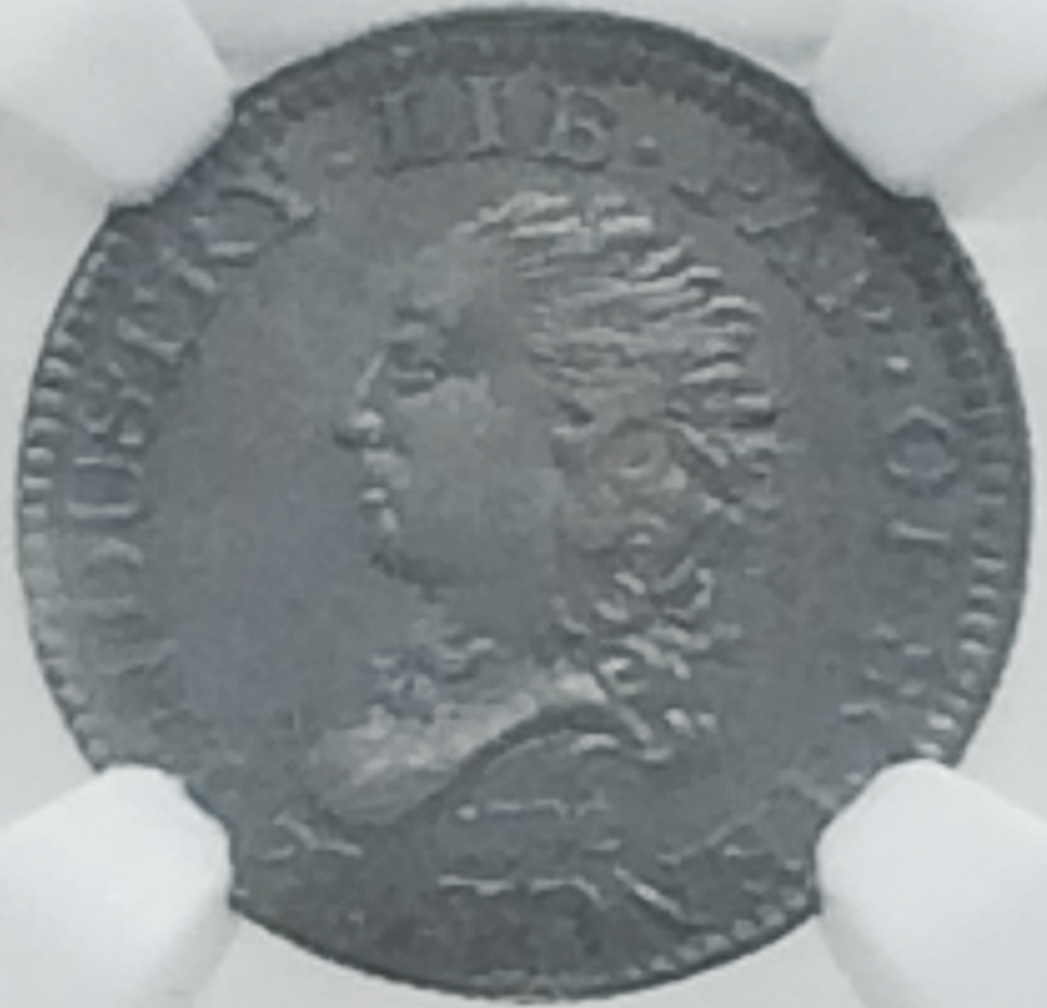
1792年ハーフダイムの表面

エックフェルトはパターン・ダイムも制作したが、それからはほとんど打たれていない。造幣局の最初の1セント貨幣（1793年制作）がかなり荒削りであり、大衆に揶揄されたとき、エックフェルトが呼ばれて代替のデザインをすることになった。エックフェルトは、裏面の最初の鎖のデザインの代わりに花輪を置き、表面の自由の女神の頭の下には三つ葉模様を置いた。同年後半には最初の半セントの型も制作した。
エックフェルトはフィラデルフィア造幣所のために間欠的に働き続けた。1793年、硬貨地板を自動的に型のカラーに送り込み、打たれた貨幣を外す装置を作った。造幣所の記録では1795年7月にそこで出来高払いの仕事をしたことになっている。1795年10月までに、「型鋳造者かつ旋盤工」として、年俸500ドルで造幣所の従業員名簿に載っている。1796年1月1日、造幣局支配人エリアス・ブーディノットが、ワシントン大統領の同意を得て、エックフェルトを貨幣鋳造者助手に指名した。その職位での任務は広範なものだった。
1805年、ブーディノットの要請により、エックフェルトは造幣所の作業場に隣接する家2軒を借り、その内部通路を一般人が通れないように遮断させることで、安全保障の障害を除去した。翌年、新しい造幣局支配人ロバート・パターソンが、エックフェルトの給与の200ドル増加を、時の大統領トーマス・ジェファーソンに手紙で要請した。いわくエックフェルトは「貨幣鋳造部門全体の管理」を行っていると記していた。使われている型が脆くて簡単に壊れることが分かったとき、型の表面に水をスプレーさせて、鉄が均等に鈍されるというアイディアを思いついた。
発明家のジョージ・エスコル・セラーズは子供の時にエックフェルトを知った。セラーズの父は造幣局に機械を売る会社の共同経営者だったので、エックフェルトがセラーズの家で食事をすることも多かった。19世紀の終盤となり、セラーズの生涯も終わり近くなって、初代フィラデルフィア造幣所に関する記憶を含めその回想記を出版した。1812年に窓から覗いて貨幣が鋳造されるのを見ており、その日の終わりにエックフェルトが部屋に入ってきて作業を終わらせたことを回想していた。エックフェルトは少年のセラーズを認めて部屋に入らせ、1セントの硬貨地板をプレス機に置かせ、彼のためにそれを打たせた。それが熱かったのでセラーズは思わず落としそうになった。エックフェルトはプレス機に置かれたときは冷たかったことを思い出させた。エックフェルトはなぜ貨幣が熱くなったかを学ぶまで持っておかせ、その後にそれでキャンディを買わせた。

## 貨幣鋳造主任

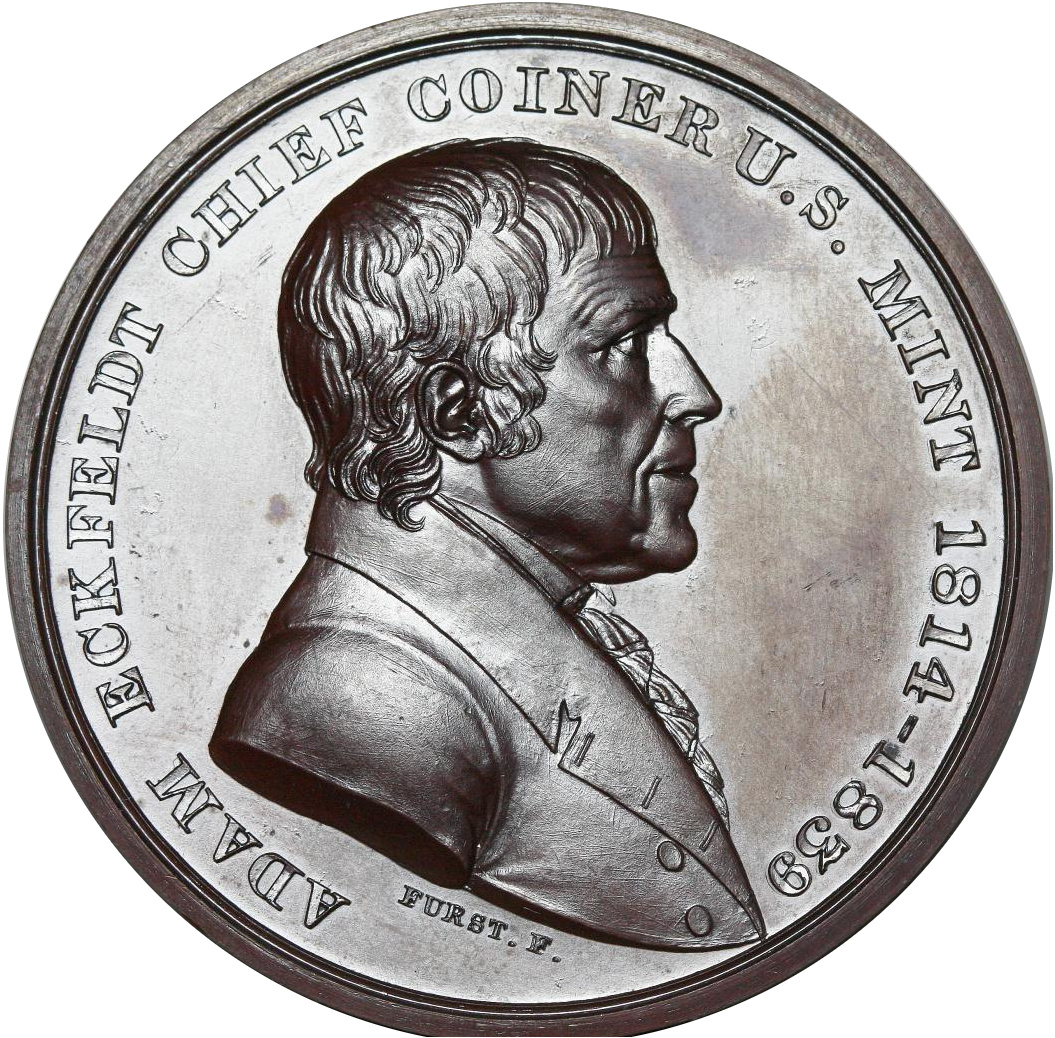
エックフェルトの引退メダルの銀によるレプリカ、モリッツ・フュアースト制作

初代貨幣鋳造主任ヘンリー・ボイトが1814年に死んだとき、エックフェルトはジェームズ・マディソン大統領からその後任に指名された。その後の四半世紀にわたってその職を続けることになった。その任にある間、フィラデルフィア造幣所の機械の改良を続けた。
エックフェルトは新しい型と磨いた貨幣地板を使い特別の注意を払って打った「マスターコイン」を取っておいた。また金塊として造幣局に送られてくる興味ある外国の貨幣も取っておいた。これらの貨幣は造幣局のキャビネットすなわち貨幣コレクションになった。このコレクションの隙間を埋めるために、古い型を使って前の時代の貨幣を打った。この目的でエックフェルトが選んだ型は流通用貨幣を打った型と共に使われていないことを専門家が発見し、特徴ある標本となった。造幣局のために収集された貨幣の中には、今日6枚しかその存在が分かっていないブラッシャー・ダブロン金貨もある。エックフェルトは私財を使って手に入れた貨幣を造幣局に入れることも多かった。このコレクションは最終的にスミソニアン博物館の全米貨幣コレクションになった。
1828年、エックフェルトはフィラデルフィア造幣所での操作を拡張するために、再度不動産取引に関わった。1805年に借りた土地の1つを1,000ドルで購入した。1830年代に造幣所が新しい敷地に移動した後、エックフェルトは購入した敷地がその権利関係に問題があることが分かった。エックフェルトはその問題を明らかにして、1837年には購入した時と同じ額で売却した。新しい造幣所の建物はジュニパー通りとチェスナット通りの角にあり、ジュニパー通りとバイン通りに面したエックフェルトの家からは僅か6ブロックしか離れていなかった。
セラーズはその回想記でエックフェルトのことを「断固とした高潔さの人、注意深く、慎重で、秩序正しく、嫌なことも受け入れる人であり、さっそうとしていたり、出しゃばったり、独創性のある機械屋の一人ではなかった。その配慮の下で多くの明らかに小さな改良が次第に採用されて、労働の経済では積もり積もって大きなものになっていた。彼は発明の才能では決して不十分なわけではなかった」と語っていた。それでも1820年代後半から1830年代に入り、造幣局の任務ではエックフェルトが年取ってきたので、仲間の造幣局役人、溶解精錬者のフランクリン・ピールから提案される改革を採用するのを躊躇するようになった。ピールはエックフェルト同様機械好きであり、鋳造機械の改造のために多くの提案をしており、その幾らかはエックフェルトも採用した。エックフェルトはセラーズに「ピール氏がフルスイングしたら、あらゆる物を上下逆にすることだろう」と語っていた。セラーズに拠れば、「エックフェルト氏が常に世話していたほとんど生涯のペットを諦めるのは、当然ながら難しい。別の部署から来たらなおさら難しいが、改良はゆっくりと入り込んで、その効率性を証明してエックフェルト氏が信頼を置くようになった。作業用型の複製を作るためにコンタミン複写旋盤を使うことで生まれる労力の節約については本当に熱心になっていたことを覚えている」としていた。

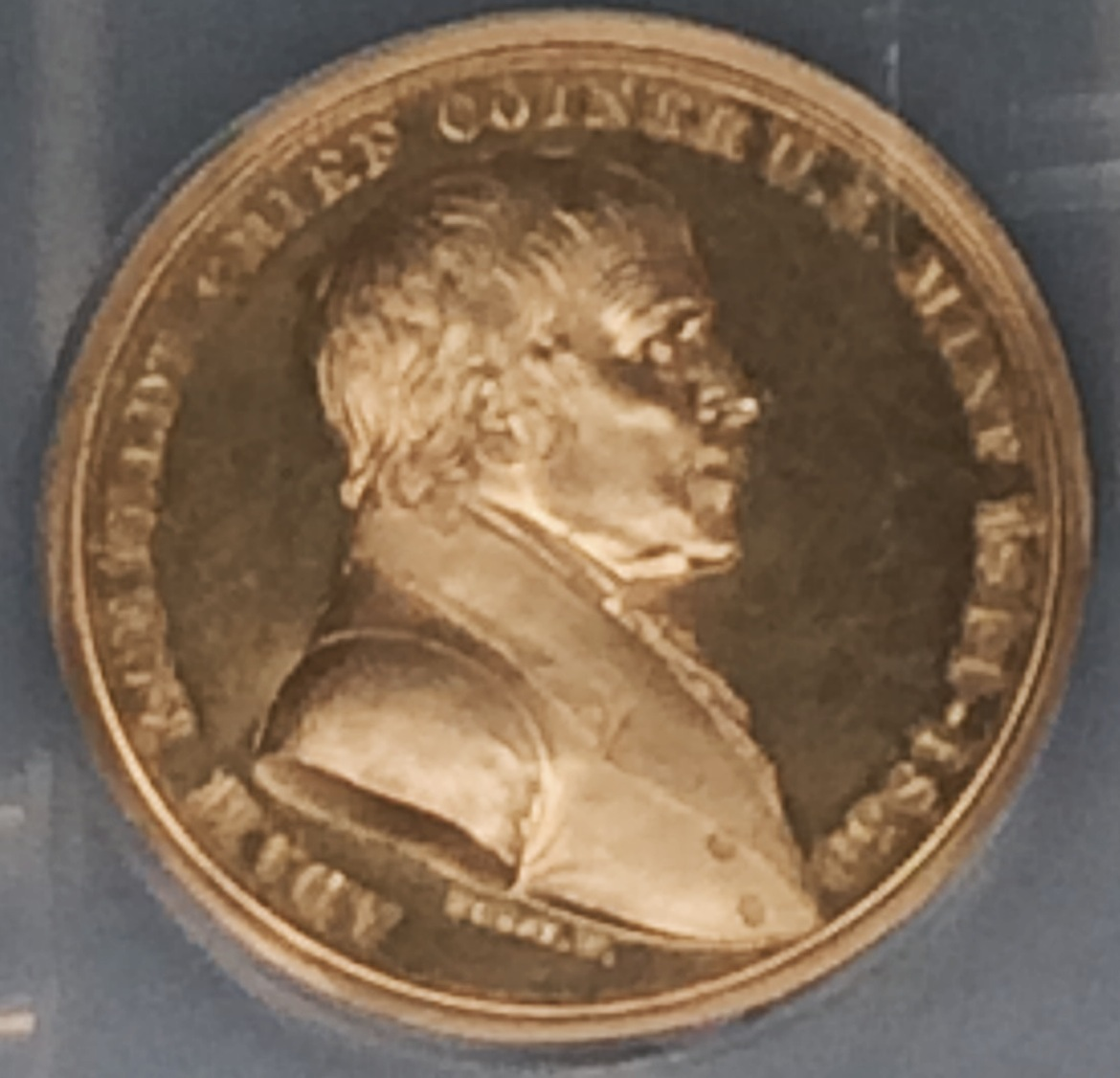
1839年にエックフェルトに贈呈された実際の金メダル

1833年、ピールがヨーロッパの造幣局視察に派遣され、新しい機械の革新についてアイディアを持って帰国してきた。その中には1810年からイギリスの王立造幣局で使われていたボールトン・アンド・ワットの会社から購入した機械の蒸気機関の導入もあった。エックフェルトは既存の貨幣プレス機に蒸気の力を応用することを好んだが、新しいプレス機が蒸気力のために作られ、1836年初期にフィラデルフィア造幣所で最初に蒸気で打たれたものが記念のメダルになった。
1839年、エックフェルトは貨幣鋳造主任として25年間、造幣局職員として40年間以上務めて引退した。造幣局の仲間の役人が金メダルを贈呈し、併せて銀と銅の複製も打たれた。その表面は、造幣局のために仕事をすることもあったフィラデルフィアの彫り師モリッツ・フュアーストがデザインした。裏面はフュアーストかピールのどちらかのデザインと考えられる。エックフェルトは自分の後任にピールを推薦し、ピールがマーティン・ヴァン・ビューレン大統領から指名された。それでもエックフェルトは貨幣鋳造主任としての仕事を続け、それは1852年2月6日の死の数日前まで続いた。エックフェルトの死後ピールは、貨幣学歴史家ドン・タクセイに拠れば「取り乱した手紙」を新しい造幣局支配人ジョージ・N・エッカートに送り、緊急に助手を必要としていることを述べた。ピールは私的な利益のために、自由になった時間を使ってメダルをデザインし売っていた。

## 私的生活と家族

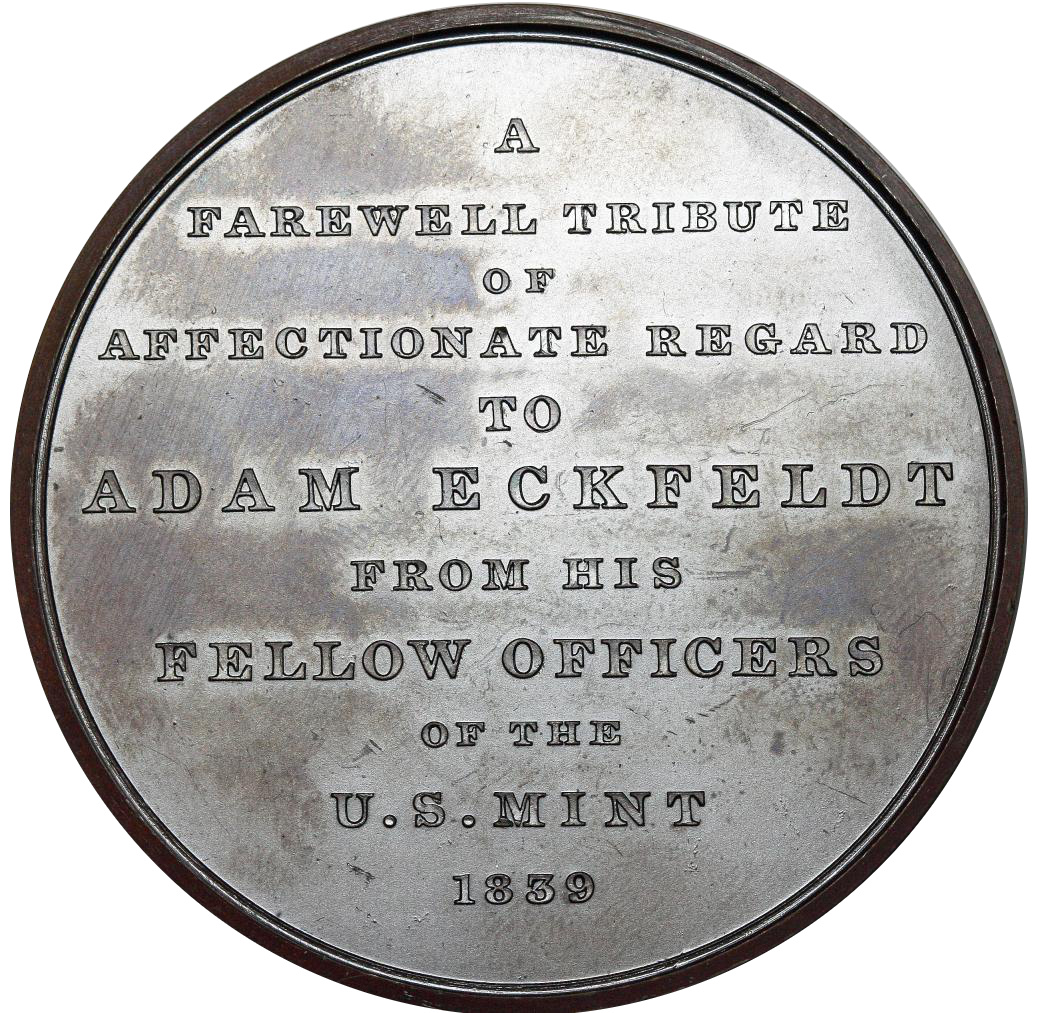
エックフェルト引退メダルの裏面

エックフェルトは2度結婚した。1972年に最初に結婚したマリア・ハーンとの短い生活では子供が生まれなかった。マリアは病死した。2回目の結婚はマーガレッタ・バウシュとであり、6人の子供が生まれた。その子供の中で娘のスザンナは、造幣局の貨幣コレクションでは最初の専門職員となったウィリアム・ユーイング・デュボイスと結婚した。息子の一人ジェイコブ・リース・エックフェルトはアメリカ合衆国造幣局の試金者を40年間（1832年-1872年）務めた。ジェイコブの息子のジェイコブ・ブランチ・エックフェルトは1865年から1929年までの64年間を造幣局で務め、祖父や父の勤務期間を超えた。
アダム・エックフェルトは園芸の趣味があり、ペンシルベニア州アッパーダービーに田園の資産を持っていた。その死後は2人の息子に引き継がれた。エックフェルトは善意消防団の初代団長となり、成人になってからのほとんどの期間を務めた。消防車に使われるレバー機構の設計をしたこともあった。フリーメイソンでは1795年から1806年までコンコーディア支部第67の会員であり、1803年には支部長を務めた。フィラデルフィア美術館にはエックフェルトの名前があり、フリーメイソンのシンボルでもある中国製磁器が残っている。1897年に出版されたエックフェルトの伝記には次のような記述がある。
彼は多くの主題について大きな情報を持った人であり、創造の天才性を持っていた。貨幣鋳造工程に幾つか優れた改良を加えることができた。ひとえに勤勉で精力的であり、社交的特性やまっすぐさ誰からも尊敬され、彼と交流のあった役人や広がった知人の輪から実際に愛された。

## 脚注

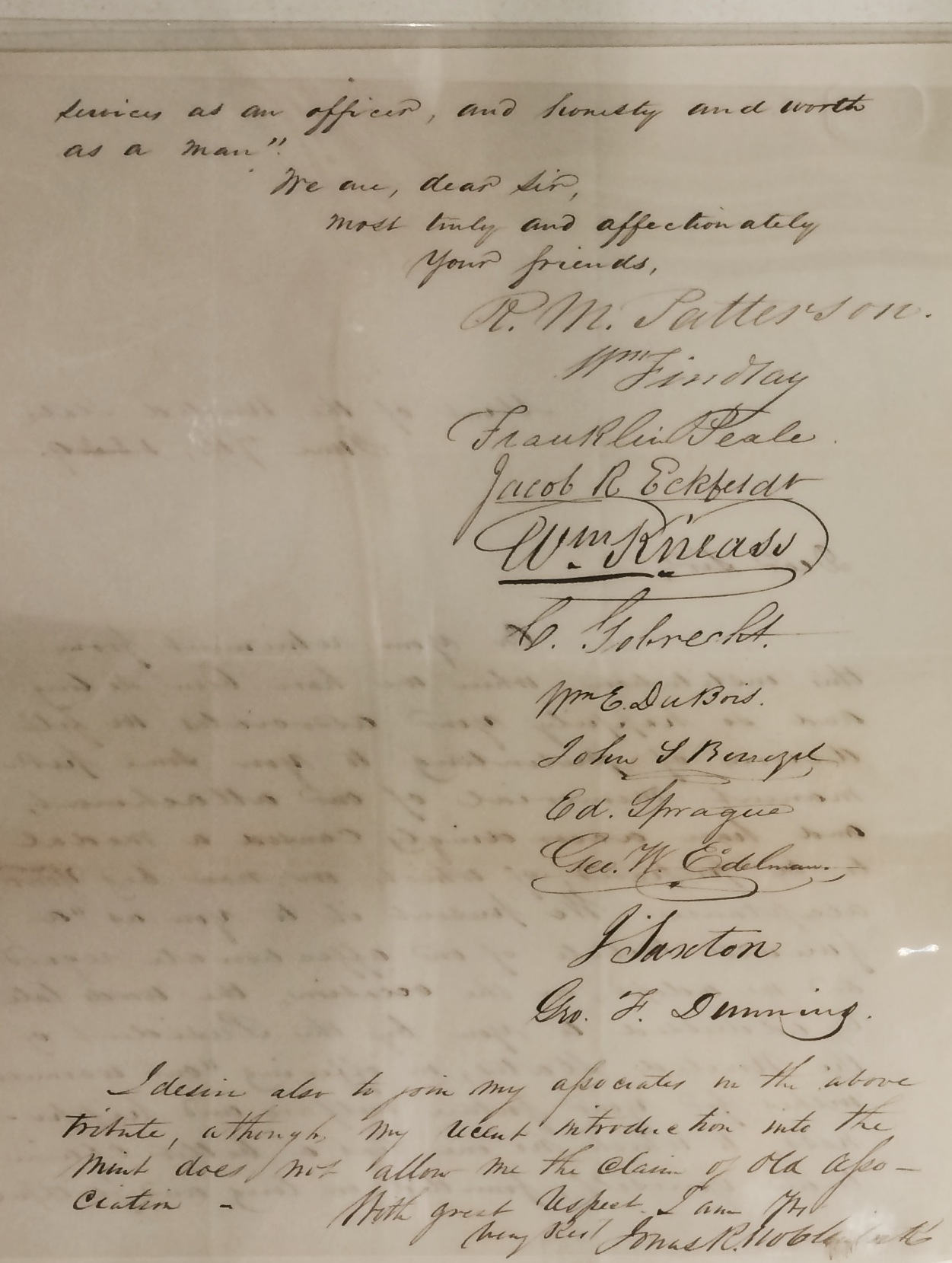
エックフェルトの引退に際して贈られた手紙の署名ページ、支配人のパターソン、後任のピール、息子のジェイコブ・エックフェルト、クリスチャン・ゴブレヒトの署名の他、造幣局の役人や職員の署名もある